# Jewell (chanteuse)
Pour les articles homonymes, voir Jewell.
Ne doit pas être confondu avec Jewel.
Jewell Caples, dite Jewell (ou Ju-L), est une chanteuse américaine de R&B, née le 12 juin 1968 à Chicago et morte le 6 mai 2022.

## Biographie

### Carrière
Jewell apparaît dans le clip de la chanson Fuck Wit Dre Day (And Everybody's Celebratin') sur l'album The Chronic de Dr. Dre en compagnie de Snoop Dogg et RBX, et a réinterprété en intégralité et en solo cette même musique quelque temps plus tard.

### Mort
Jewell Caples a été hospitalisée en 2019 après avoir arrêté de respirer et s'être effondrée alors qu'elle faisait ses courses dans un Walmart, la cause n'ayant pas été rendue publique. 
Dans une interview d’octobre 2021, elle a déclaré qu’il lui restait six mois à vivre et s’est donc empressée de sortir son dernier album, Love + Pain = Musik. 
Jewell Caples a été hospitalisée à deux reprises en mars 2022 en raison d'une « maladie pulmonaire » autoproclamée, au cours de laquelle elle s'est fait retirer 3kg de liquide de son cœur, de ses jambes et de ses poumons. 
Elle est décédée à 53 ans le 6 mai 2022.